# Estación Villa Nueva
Villa Nueva era una estación ferroviaria ubicada en la localidad del mismo nombre, Departamento General San Martín, Provincia de Córdoba, República Argentina.

## Servicios
En la actualidad el ramal fue levantado desde La Carlota y de su estación no quedan vestigios.

## Historia
En el año 1890 fue inaugurada la Estación, por parte del Ferrocarril Buenos Aires al Pacífico, en el ramal Rufino-Villa María, Sólo de Cargas.